# Zwölf Gramm Glück
Zwölf Gramm Glück ist ein Erzählband von Feridun Zaimoglu aus dem Jahr 2004. Er enthält u. a. den Erstabdruck der Erzählung Häute, für die der Autor 2003 den Ingeborg-Bachmann-Preis der Jury erhielt.

## Inhalt
Der Band beinhaltet zwölf parabelhaft angelegte Erzählungen vom „kleinen Quentchen Glück“. Sieben Kurzgeschichten haben ihren Handlungsort in Deutschland (im Band mit „Diesseits“ übertitelt), die fünf des zweiten Teils spielen „Jenseits“ in der Türkei (Anatolien). Die Protagonisten aller Stories jedoch verwischen durch ihre Sozialisation, die immer einen Bezug zu beiden Ländern hat, die konstatierten kulturellen Grenzen.

## Rezensionen
Rolf-Bernhard Essig rezensierte das Werk in der Frankfurter Rundschau uneingeschränkt positiv und machte einen „kompositorischen und sprachlichen“ Höhepunkt in Zaimoglus Schaffen aus: die Erzählungen besäßen einen „unwiderstehlichen Drive, ihr Fluss stürzt mal lakonisch über Kurzsatz-Kaskaden, fließt dann in ruhigem Strom religiöser Preis-Prosa dahin, um plötzlich in rätselhaft vielgestaltigen Dialogen zu münden“. Auch der Tagesspiegel nannte den Erzählband „berauschend, virtuos, subtil.“ Kristina Maidt-Zinke von der Süddeutschen Zeitung zeigte sich angesichts des Namens Zaimoglu noch etwas überrascht von einer „Prosa, die so selbstverständlich daherkommt, als hätte er nie etwas anderes geschrieben. Sie ist ganz bei sich zu Hause und strahlt doch eine irritierende Fremdheit aus, sie zeigt Kraft, ohne zu protzen, sie tritt weder lautstark noch plakativ wütend auf und vibriert doch streckenweise von einem dunklen Grimm“. Inzwischen sei Zaimoglu tatsächlich ein „Dichter“ zu nennen. Auch Wolfgang Schneider von der Neuen Zürcher Zeitung lobt Zaimoglus Wortgewalt, nie seien seine „Sätze unanschaulich, er geht so dicht wie nur möglich an die Phänomene heran und bemächtigt sich ihrer mit allen Sinnen“. Im Vergleich mit Zaimoglus „Sprach- und Beschreibungskunst“ falle seine „konzeptionelle Potenz“ Schneiders Meinung nach jedoch ein wenig ab. Ähnlich sieht es Hubert Winkels in der Rezension der Wochenschrift Die Zeit, doch zeige der Band den Autor seiner Ansicht nach immerhin erstmals als „richtigen“ Erzähler. Nils Minkmar von der FAZ, der das Werk wiederum überwiegend positiv besprach, hatte es besonders die erste Geschichte des Bandes, Fünf klopfende Herzen, wenn die Liebe springt, angetan: was ihre Intensität beträfe könnten nur „allerbeste Filme“ einem Vergleich mit ihr standhalten. Minkmar resümiert nach seiner Lektüre, „ein Kanon der deutschsprachigen Literatur des 21. Jahrhunderts wäre ohne Zaimoglu unvollständig“. Daniel Bax von der taz sah das Werk auch als gesellschaftlich relevant an, wobei er sich über die sprachliche Qualität im Gegensatz zu den meisten anderen Rezensenten eher unentschieden zeigte.

## Wirkung
Das Werk erschien in mehreren Auflagen, so als Taschenbuch. Ausgewählte Erzählungen aus Zwölf Gramm Glück sprach der Autor mit dem Untertitel Liebe in Deutschland 2004 überdies als Hörbuch ein. Neben der preisgekrönten Erzählung Häute wurde in mehreren Kritiken besonders die erste Geschichte des Bandes Fünf klopfende Herzen, wenn die Liebe springt als besonders gelungen herausgehoben.

## Einzelbelege
1. ↑  Rezensionsnotizen zu Zwölf Gramm Glück bei Perlentaucher